# Vyšná Pisaná
Vyšná Pisaná, russinisch Вышня Писана/Wyschnja Pysana (bis 1927 slowakisch „Vyšná Pisana“; ungarisch Felsőhímes – bis 1907 Felsőpiszana) ist eine Gemeinde im Nordosten der Slowakei mit 74 Einwohnern (Stand 31. Dezember 2024), die im Okres Svidník, einem Kreis des Prešovský kraj, sowie in der traditionellen Landschaft Šariš liegt.

## Geographie

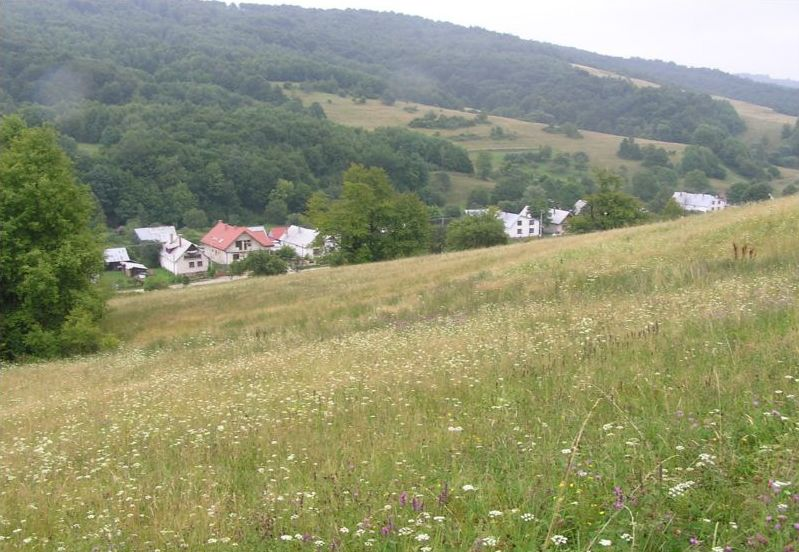
Vyšná Pisaná

Die Gemeinde befindet sich in den Niederen Beskiden im Bergland Laborecká vrchovina, am Oberlauf des Baches Kapišovka im Einzugsgebiet der Ondava, unweit der Staatsgrenze zu Polen. Der höchste Punkt ist der direkt an der Grenze liegende Berg Stavok mit 752 m n.m. Das Ortszentrum liegt auf einer Höhe von 363 m n.m. und ist 12 Kilometer von Svidník entfernt (Straßenentfernung).
Nachbargemeinden sind Dukla (Ortschaft Olchowiec, PL) im Norden, Šarbov im Nordosten, Medvedie im Osten, Korejovce im Südosten, Nižná Pisaná im Süden und Westen sowie Dlhoňa und Krempna (Ortschaft Polany, PL) im Nordwesten.

## Geschichte
Vyšná Pisaná entstand in der Herrschaft von Makovica zwischen 1573 und 1598 und wurde zum ersten Mal 1600 als Felsö Pisana schriftlich erwähnt.
1787 hatte die Ortschaft 18 Häuser und 133 Einwohner, 1828 zählte man 22 Häuser und 190 Einwohner, die als Schafzüchter, Schindler und Waldarbeiter tätig waren. Im 19. Jahrhundert waren die Wälder Besitz des Geschlechts Széchenyi. 
Bis 1918 gehörte der im Komitat Sáros liegende Ort zum Königreich Ungarn und kam danach zur Tschechoslowakei beziehungsweise zur heutigen Slowakei. Vom 6. Oktober 1944 bis zum 26. November 1944 ereigneten sich schwere Gefechte auf dem Gemeindegebiet im Rahmen der Ostkarpatischen Operation. In den Kampfhandlungen wurde der Ort zerstört, nach dem Krieg aber wieder aufgebaut. Nach dem Zweiten Weltkrieg pendelte ein Teil der Einwohner zur Arbeit in Industriegebiete in Svidník, Stropkov und Košice, die Landwirte waren privat organisiert.

## Bevölkerung
| Jahr                | 1994 | 2004     | 2014    | 2024    |
| ------------------- | ---- | -------- | ------- | ------- |
| Anzahl der Personen | 61   | 81       | 73      | 74      |
| Unterschied         |      | +32,78 % | −9,87 % | +1,36 % |

| Jahr                | 2023 | 2024    |
| ------------------- | ---- | ------- |
| Anzahl der Personen | 75   | 74      |
| Unterschied         |      | −1,33 % |

Gemäß der Volkszählung 2011 wohnten in Vyšná Pisaná 76 Einwohner, davon  45 Russinen und 30 Slowaken. Ein Einwohner machten keine Angabe zur Ethnie.
54 Einwohner bekannten sich zur griechisch-katholischen Kirche, 18 Einwohner zur orthodoxen Kirche und drei Einwohner zur römisch-katholischen Kirche. Ein Einwohner war konfessionslos.

## Bauwerke und Denkmäler
- griechisch-katholische Kirche Entschlafung der allheiligen Gottesgebärerin
- Denkmal an die Ostkarpatische Operation, mit einem ausgestellten sowjetischen Panzer T-34

## Verkehr
In Vyšná Pisaná verläuft die Cesta III. triedy 3539 („Straße 3. Ordnung“) von Kapišová und Nižná Pisaná heraus.